# Yusuf ibn Abd ar-Rahman al-Fihri
Yusuf ibn Abd ar-Rahman al-Fihri (arabisch يوسف بن عبد الرحمن الفهري, DMG Yūsuf b. ʿAbd ar-Raḥman al-Fihrī) war umayyadischer Statthalter von Narbonne in Septimania und danach von 747 bis 756 als Nachfolger von Abd ar-Rahman ibn Kabir al-Lahmi moslemischer Statthalter von Al-Andalus. 
Seit dem Jahre 716 wurde Al-Andalus von Statthaltern verwaltet, die von Damaskus aus, der Hauptstadt des Umayyadenreichs, gesandt wurden, oder auf Empfehlung des Emirs von Ifrīqiya ernannt wurden, welchem sie untergeordnet waren. Nach dem Sturz des Kalifats der Umayyaden im Jahr 750 regierte Yusuf al-Fihri unabhängig in Al-Andalus.
Nachdem er Statthalter geworden war, ließ Yusuf al-Fihri eine Volkszählung durchführen. Daraus erstellte Bischof Hostegesis eine Liste der steuer- und tributpflichtigen (Dschizya) Untertanen. Der Bischof unternahm daraufhin jährliche Besuche, um sicherzustellen, dass die Steuern richtig erhoben wurden.
Yusuf al-Fihri führte im Jahre 755 einen Kriegszug gegen die Basken in Pamplona, der jedoch scheiterte. Sein Kontrahent, Abd ar-Rahman I. war nach dem Sturz der Umayyaden (750) und dem Massaker der Abbasiden an den Umayyaden entkommen, und floh über Palästina und Ägypten in den Maghreb. Mit Unterstützung der Berber landete er im August 755 zwischen Málaga und Almería in Andalusien und versuchte dort weitere Verbündete zu gewinnen. Ohne Rücksicht auf die Traditionen und Gebräuche der Stämme zu nehmen, raubte Yusuf al-Fihri zwei Sklaven von Abd ar-Rahman und heizte damit den Konflikt in Al-Andalus zusätzlich an.
Im Mai 756 wurde Yusuf al-Fihri in der Schlacht von Musarah von Abd ar-Rahman I. am Ufer des Flusses Guadalquivir nahe bei Córdoba besiegt. Abd ar-Rahman I. erhob sich im gleichen Jahr zum Emir von Córdoba und trennte Andalusien so vom Kalifat der Abbasiden.